# Truth or Dare (canción)
«Truth or Dare» es una canción de la cantante y compositora sudafricana Tyla, incluida en su álbum de estudio debut homónimo lanzado en 2024. Fue publicada inicialmente por FAX y Epic Records como sencillo promocional de su extended play homónimo de 2023, antes de aparecer en las estaciones rítmicas contemporáneas en Estados Unidos el 13 de febrero de 2024, siendo el segundo sencillo del disco. Escrita por Tyla, Ariowa Irosogie, Imani Lewis, Corey Marlon Lindsay-Keay, Jamal Europe y su productor Sammy SoSo, «Truth or Dare» es una pista de amapiano con influencias de afrobeat y R&B contemporáneo.
«Truth or Dare» alcanzó el número 1 en cinco países. Llegó al puesto 4 en la lista Bubbling Under Hot 100 Singles de Estados Unidos, al 11 en Nueva Zelanda, y al 15 en Japón y Sudáfrica. Además, recibió certificaciones de oro en Brasil y Canadá. Su videoclip se estrenó en YouTube el 2 de febrero de 2024.

## Antecedentes y promoción
El 25 de noviembre de 2023, la cantante publicó un adelanto de «Truth or Dare» en Twitter, acompañado de un video con la siguiente descripción: «Truth or Dare. Pre-save, 1 de diciembre». Escribió la canción junto con Ari PenSmith, Imani Lewis, Corey Marlon Lindsay-Keay, Jamal Europe y su productor Sammy SoSo, y la grabaron en los estudios Miloco, en Londres. Fue uno de los tres sencillos promocionales incluidos su extended play digital homónimo, lanzado el 1 de diciembre de 2023 bajo los sellos FAX Records y Epic Records, previo a su álbum de estudio debut homónimo, publicado en 2024.
El mismo día, anunció a través de Instagram la fecha de lanzamiento de su primer álbum de estudio, titulado con su propio nombre. Como parte de su promoción, el 15 de diciembre de 2023 se publicó una visualización musical en YouTube, creada en la Parroquia de Portland, Jamaica. Aunque inicialmente estaba previsto para el 1 de marzo de 2024, el álbum se lanzó finalmente el 22 de marzo del mismo año e incluyó el EP digital.
Tyla envió la pista a las estaciones de radio de formato rítmico contemporáneo como el segundo sencillo del álbum el 13 de febrero de 2024, destacándose como la canción «más incorporada» de la semana, ya que 42 emisoras la añadieron a su programación. Somin, integrante del grupo surcoreano de k-pop Kard, publicó su propia versión.

## Composición y desempeño en las listas
«Truth or Dare» tiene una duración de tres minutos y diez segundos. Es la cuarta canción del álbum y pertenece al género amapiano. Joshua Minsoo, de Resident Advisor, la describió como un tema afrobeat. Es una grabación con influencias de R&B, caracterizada por riffs de guitarra, la voz «melosa» de Tyla, así como una percusión rítmica y con predominio de graves. En el coro, Tyla canta sobre recordar cómo su entonces pareja la maltrataba y lo desafía a ponerse al día con ella.
En Estados Unidos, «Truth or Dare» alcanzó el cuarto lugar en el Bubbling Under Hot 100 Singles en la lista del 6 de abril de 2024. Además, llegó al número uno en la UK Afrobeats Singles Chart, al tercer puesto en la lista Billboard U.S. Afrobeats Songs, al cuarto en la World Digital Song Sales, al puesto 17 en la lista Rhythmic, y al puesto 41 en el ranking de Hot R&B/Hip-Hop Songs.
En otras regiones, la canción alcanzó el puesto 11 en Nueva Zelanda, el 15 en Japón y en Sudáfrica, país natal de Tyla. «Truth or Dare» recibió la certificación de Oro en Brasil por Pro-Música Brasil y en Canadá por Music Canada. Con más de 51 millones de reproducciones globales en Spotify en abril de 2024, «Truth or Dare» se posicionó como la segunda canción más reproducida de Tyla, solo por detrás de «Water», hasta que fue superada por «Jump», que acumuló más de 100 millones de reproducciones en junio de 2024.

## Video musical
El videoclip, dirigido por Nabil Elderkin, se grabó en el Caribe en diciembre de 2023 y se estrenó en YouTube el 2 de febrero de 2024.Posteriormente, colaboró con Tyla en los videos de «Water (Remix)», «Art», «Jump» y «Breathe Me». Tallie Spencer, de HotNewHipHop, destacó la habilidad de Tyla para integrar narrativa y elementos visuales en el video.
En la trama, Tyla recibe un mensaje de texto de su conflictivo exnovio. Durante una persecución a alta velocidad, Tyla saca la cabeza por la ventana de un auto en movimiento y toma venganza al acelerar y dejar atrás a su pareja. Decidido a no perderla, la sigue mientras también son perseguidos por la policía. Al alcanzarla, ella le arrebata las llaves del auto y escapa, dejando que él enfrente a las autoridades solo.

## Presentaciones en vivo
Tyla interpretó un popurrí de «Water» y «Truth or Dare» en la final de la temporada 24 del programa de televisión The Voice, transmitida por NBC el 18 de diciembre de 2024. También presentó otro popurrí con «On and On», «Truth or Dare» y «Water» en el Times Square durante el especial televisivo Dick Clark's New Year's Rockin' Eve de 2024.
El 17 de agosto de 2024, incluyó la mayor parte de su disco, entre ellas «Truth or Dare», «Breathe Me» y «Water», junto con algunas versiones, durante la edición 2024 del festival Summer Sonic en Osaka, Japón. Al día siguiente, ofreció una presentación de 45 minutos en Tokio, que abrió con «Safer», siguió con «Truth or Dare» y cerró con «Water».

## Reconocimientos
| Organización           | Año  | Categoría          | Resultado | Ref.   |
| ---------------------- | ---- | ------------------ | --------- | ------ |
| Billboard Music Awards | 2024 | Top Afrobeats Song | Nominado  | [ 46 ] |

## Créditos y personal
Créditos adaptados de las notas del álbum.
Grabación
- Miloco Studios — Londres

Músicos
- Tyla — composición, voces principales, estribillos, voces adicionales y armonías
- Ari PenSmith — composición, coros, voces adicionales y armonías, producción vocal
- Mocha — composición, coros, producción vocal
- Believve — composición, coros, coproducción, producción vocal
- Sammy SoSo — composición, coros, producción, producción vocal
- Jamal Europe — composición
- Adenine Zen — voces de coro y armonías
- Shanice Steele — voces de coro y armonías
- Sincerely Wilson — voces de coro y armonías
- Greg Dwight — voces de coro y armonías
- Mari Songs — voces de coro y armonías
- Ivie Ideh — voces de coro y armonías
- PJ Greaves — voces de coro y armonías
- Paula — voces de coro y armonías

Técnico
- Charlie Rolfe — ingeniero de grabación
- Leandro «Dro» Hidalgo — ingeniero de mezcla
- Colin Leonard — ingeniero de masterización

## Posicionamiento en listas
| Japón          | Japan Hot Overseas (Billboard Japan)          | 15 |
| Nueva Zelanda  | New Zealand Hot Singles (RMNZ)                | 11 |
| Sudáfrica      | South Africa (TOSAC)                          | 15 |
| Sudáfrica      | South Africa Airplay (TOSAC)                  | 1  |
| Reino Unido    | UK Afrobeats (OCC)                            | 1  |
| Estados Unidos | US Bubbling Under Hot 100 Singles (Billboard) | 4  |
| Estados Unidos | US Afrobeats Songs (Billboard)                | 3  |
| Estados Unidos | US Hot R&B/Hip-Hop Songs (Billboard)          | 41 |
| Estados Unidos | US R&B/Hip-Hop Airplay (Billboard)            | 26 |
| Estados Unidos | US Rhythmic (Billboard)                       | 17 |
| Estados Unidos | US World Digital Song Sales (Billboard)       | 4  |

## Certificaciones
| País           | Organismo certificador | Certificación | Ventas certificadas | Ref.   |
| -------------- | ---------------------- | ------------- | ------------------- | ------ |
| Brasil         | Pro-Música Brasil      | Oro           | 20 000              | [ 28 ] |
| Canadá         | Music Canada           | Oro           | 40 000              | [ 29 ] |
| Nueva Zelanda  | RMNZ                   | Oro           | 15 000              | [ 50 ] |
| Estados Unidos | RIAA                   | Oro           | 500 000             | [ 51 ] |